# Plan d'austérité du Royaume-Uni de 2010
 (octobre 2010).
Le plan d'austérité du Royaume-Uni de 2010 est une politique économique menée par le Premier ministre du Royaume-Uni David Cameron afin de réduire les dépenses publiques du pays. Il s'agit d'une politique d'austérité.

## Contexte
Les libéraux-démocrates et le Parti conservateur remportent les élections législatives de 2010. L'augmentation des dépenses publiques et de la dette publique à la suite de la crise économique mondiale des années 2008 et suivantes mobilise les conservateurs. Le chancelier de l'échiquier, George Osborne, propose au nom du gouvernement un plan d'austérité qui doit réduire le budget de l'État de 6,2 milliards de livres, soit 7,2 milliards d'euros, à un horizon de court terme. 
L'objectif est de « réduire à néant le déficit budgétaire qui était de l'ordre de 10,1 % du PIB au moment des dernières élections législatives ». A ce titre, le budget des ministères baisse de 19% à 25% ; 500 000 emplois publics sont supprimés. La taxe sur la valeur ajoutée est augmentée tandis que plusieurs allocations sociales sont réduites.

## Analyse
Le professeur Iain Begg de la London School of Economics commente : « Ces 6 milliards d'économie ne sont pas très lourds, puisqu'ils ne représentent que 1 % des dépenses de l'État, mais c'est un signal important de la part du gouvernement, pour montrer aux marchés financiers qu'il s'est décidé à s'attaquer au problème ». 
Conformément à une promesse de campagne, le budget des ministères de la Santé et de la Défense, ainsi que l'aide au développement, sont épargnés par les coupes budgétaires.

## Conséquences

### Électorales
Le plan d'austérité a des effets sur la vie politique britannique. Les libéraux-démocrates sont accusés par leur base d'avoir sacrifié leurs promesses de campagne. Leur popularité chute fortement, tandis que les Conservateurs progressent en opinions favorables. Un sondage réalisé en octobre 2010 indique que 58 % des sondés considèrent qu'il n'y a pas d'alternative au plan d'austérité.

### Économiques
Une étude économique datant de 2013 estime que sans le plan d'austérité, la croissance britannique aurait dépassé le pic de PIB de 2007 d'ici 2013, au lieu de stagner à moins de 2% du PIB. Les auteurs soutiennent que le plan d'austérité est arrivé trop tôt, et a heurté la croissance plutôt que de l'encourager. Olivier Blanchard, en tant que chef économiste du Fonds monétaire international, a appelé en 2013 le gouvernement britannique à assouplir son plan d'austérité afin de laisser l'économie croître.
Les coupes drastiques dans le budget du logement ont provoqué une hausse de la population de sans-abri de 30% dans les années suivantes.